# Quatuor à cordes no 8 de Beethoven
Op. 59 « Razumovsky » : no 2
Pour les articles homonymes, voir Quatuor à cordes no 8.
Le Quatuor à cordes no 8 en mi mineur, opus 59 no 2, de Ludwig van Beethoven, est composé en 1806 et publié en janvier 1808. Il est le second des trois quatuors dédiés au prince Andreï Razoumovski, dont il porte le nom.

## Présentation de l'œuvre

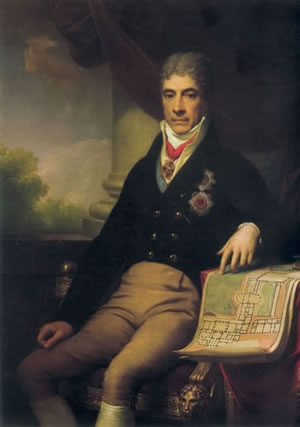
Portrait du comte Andreï Razoumovski par J.B. Lampi

Ce quatuor est composé au cours de la très fertile année 1806 qui voit également la composition des deux autres quatuors du même opus (no 7 et no 9) ; du Quatrième Concerto pour piano ; de la Quatrième Symphonie et du Concerto pour violon. Beethoven le compose très rapidement, et il est créé par le Quatuor Schuppanzigh l'année suivante.
L'édition originale est réalisée à Vienne par le Bureau d'Art et d’Industrie entre l'été 1807 et janvier 1808. Le titre est en français : « Trois Quatuors pour deux violons, Alto et Violoncello. Composés par L.v.Beethoven ». La dédicace à Son Excellente Monsieur le comte de « Rasoumoffsky » est gravée après la page de titre.
Beethoven est particulièrement fier des trois quatuors de l'opus 59, mais les trois ont suscité, à leur époque, l'incompréhension du public comme celle des critiques et des exécutants.
Si l'on en croit Karl Czerny, Beethoven aurait écrit l'adagio (second mouvement) « par une méditation sur l'harmonie des sphères, devant le ciel étoilé dans le silence de la nuit. » 
Le thème russe de l'Allegretto est réutilisé par Moussorgski dans Boris Godounov (1868) puis par Rimski-Korsakov dans La Fiancée du tsar (1898).
Le quatuor comporte quatre mouvements :
1. Allegro, à 
, en mi mineur
2. Molto Adagio, à , en mi majeur
3. Allegretto, à 
, en mi mineur
4. Finale: Presto, à 
, en mi mineur

Sa durée d’exécution est d'environ 35 minutes.

## Repères discographiques
- Quatuor Busch, 1942 (Sony)[9]
- Quatuor de Budapest , 1951 (Sony, 12 cd, version mono, supérieure à leur version steréo)[10]
- Quatuor Fine Arts, 1965 (Concert Disc)
- Quatuor Végh, 1974 (Auvidis-Valois)[11]
- Quatuor Alban Berg, 1979 (EMI)[12],[13]
- Quatuor Talich, 1980 (Calliope)[14]
- Quatuor Takács, 2002 (Decca)[15]
- Quatuor Artemis, 2008 (Virgin Classics)[16]
- Quatuor Hagen, 2011 (Myrios Classics)[17],[18]
- Quatuor Belcea, 2012 (Zig-Zag Territoires)
- Quatuor Ébène, 2020 (Erato), enregistrement en concert à Vienne (Autriche - 11 juin 2019)